# Jan Matuszyński
Jan Edward Aleksander Matuszyński, né le 14 décembre 1808 à Varsovie et mort le 20 avril 1842 à Paris, est un médecin polonais, et ami de Frédéric Chopin à Varsovie puis à Paris.

## Biographie
Il est le fils de Jan Fryderyk Matuszyński (1768–1831), médecin, chirurgien et directeur de l'hôpital luthérien de Varsovie.
Jan Matuszyński devient ami de Chopin alors qu'ils sont tous deux élèves du lycée de Varsovie (Liceum Warszawskie (pl)), où le père de Chopin, Nicolas est professeur. Matuszyński vient d'une famille d'amateurs de musique, lui-même joue de la flûte et son frère Leopold (1820–93) deviendra chanteur d'opéra (ténor).
À partir de 1827, Jan étudie la médecine à l'Université de Varsovie. Durant l'insurrection de 1830-1831, il sert comme médecin dans l'armée polonaise, au sein du cinquième bataillon de fusiliers ; il reçoit en récompense la Virtuti Militari. Après la défaite du soulèvement, il part en exil en Allemagne où il obtient un doctorat en médecine à l'Université de Tübingen (thèse : Über die Natur und Behandlung des Weichselzopfes).

Il émigre à Paris en 1834, partageant pendant deux ans l'appartement de Chopin (Rue de la Chaussée-d'Antin) et lui prodiguant des conseils médicaux. 
"Je ne puis te dire à quel point nous avons été heureux de nous revoir après une séparation de cinq ans. Il est devenu grand et fort, je ne le reconnaissais pas. [...] Cette rue est un peu loin de l'École de Médecine et des hôpitaux, mais j'ai de sérieuses raisons pour rester avec lui - il est tout pour moi. Nous passons les soirées au théâtre ou en visite, à moins que nous ne restions tranquillement à nous distraire à la maison." (Jan Matuszyński à son beau-frère. Paris 1834)
Il poursuit ses études de médecine à Paris, se spécialisant en physiologie, et épouse une Française, Thérèse Charlotte Clotilde Boquet, le 21 décembre 1836. En 1837, il obtient le titre de docteur en médecine grâce à sa thèse De l'influence du nerf sympathique sur les fonctions des sens .
Il meurt de la tuberculose en 1842. Il passe ses derniers jours dans une chambre où Chopin et George Sand l'ont installé pour s'occuper de lui (Rue Pigalle). Elle a écrit qu'il est mort « dans nos bras après une lente et cruelle agonie, qui fit souffrir Chopin comme si cela avait été la sienne. Il était fort, courageux et dévoué… mais quand ce fut terminé il fut brisé. »
Jan Matuszyński est inhumé au cimetière de Montmartre (division 25).